# Зузана Ондрашкова
Зузана Ондрашкова (чеськ. Zuzana Ondrášková; нар. 3 травня 1980) — колишня чеська тенісистка.
Найвищу одиночну позицію світового рейтингу — 74 місце досягла 9 лютого 2004, парну — 295 місце — 2 серпня 2004 року.
Здобула 20 одиночних титулів туру ITF.
Найвищим досягненням на турнірах Великого шолома було 2 коло в одиночному розряді.
Завершила кар'єру 2013 року.

## Фінали турнірів WTA

### Одиночний розряд: 1 (поразка)
| Легенда           |
| ----------------- |
| Tier I            |
| Tier II           |
| Tier III          |
| Tier IV & V (0–1) |

| Результат | Ранг | Дата          | Турнір             | Покриття | Суперниця     | Рахунок       |
| --------- | ---- | ------------- | ------------------ | -------- | ------------- | ------------- |
| Поразка   | 1.   | 9 травня 2005 | Prague Open, Чехія | Ґрунт    | Дінара Сафіна | 7–6(7–2), 6–3 |

## Фінали ITF
| турніри $100,000 |
| турніри $75,000  |
| турніри $50,000  |
| турніри $25,000  |
| турніри $10,000  |

### Одиночний розряд (20–11)
| Результат | Ранг | Дата              | Турнір                          | Покриття   | Суперниця               | Рахунок            |
| --------- | ---- | ----------------- | ------------------------------- | ---------- | ----------------------- | ------------------ |
| Перемога  | 1.   | 14 червня 1998    | ITF Кендзежин-Козьле, Польща    | Ґрунт      | Мілена Неквапілова      | 0–6, 6–1, 6–2      |
| Перемога  | 2.   | 19 липня 1998     | ITF Чивітанова, Італія          | Ґрунт      | Магдалена Зденовкова    | 6–2, 6–2           |
| Перемога  | 3.   | 15 листопада 1998 | ITF Боссонан, Швейцарія         | Килим (i)  | Лаура Бао               | 6–2, 7–5           |
| Поразка   | 1.   | 9 листопада 1998  | ITF Біль, Швейцарія             | Килим (i)  | Алена Вашкова           | 3–6, 1–6           |
| Поразка   | 2.   | 30 листопада 1998 | ITF Пршеров, Чехія              | Килим (i)  | Лібуше Прушова          | 3–6, 3–6           |
| Поразка   | 3.   | 27 лютого 2000    | ITF Бухен, Німеччина            | Килим (i)  | Радка Пеліканова        | 3–6, 5–7           |
| Перемога  | 4.   | 9 квітня 2000     | ITF Макарська, Хорватія         | Ґрунт      | Юлія Бейгельзимер       | 6–2, 6–3           |
| Перемога  | 5.   | 18 червня 2000    | ITF Кендзежин-Козьле, Польща    | Ґрунт      | Ольга Лазарчук          | 7–5, 6–4           |
| Перемога  | 6.   | 31 жовтня 2004    | ITF Торунь, Польща              | Ґрунт      | Габріела Хмелінова      | 6–0, 6–4           |
| Перемога  | 7.   | 20 серпня 2000    | ITF Валашке Мезиржичі, Чехія    | Ґрунт      | Луціє Штефлова          | 6–4, 6–1           |
| Перемога  | 8.   | 1 жовтня 2000     | ITF Макарська, Хорватія         | Ґрунт      | Оана Елена Голімбйоскі  | 6–2, 6–2           |
| Перемога  | 9.   | 8 жовтня 2000     | ITF Макарська, Хорватія         | Ґрунт      | Йоана Гаспар            | 6–2, 6–3           |
| Перемога  | 10.  | 9 вересня 2001    | ITF Фано, Італія                | Ґрунт      | Анна Смашнова           | 3–6, 6–1, 7–5      |
| Перемога  | 11.  | 10 лютого 2002    | ITF Редбрідж, Велика Британія   | Тверде (i) | Галина Фокіна           | 5–7, 6–2, 7–5      |
| Перемога  | 12.  | 17 лютого 2002    | ITF Саттон, Велика Британія     | Тверде (i) | Драгана Зарич           | 7–6(7–5), 6–4      |
| Поразка   | 4.   | 14 квітня 2002    | ITF Дінан, Франція              | Ґрунт (i)  | Емілі Луа               | 2–6, 5–7           |
| Перемога  | 13.  | 2 березня 2003    | ITF Острава, Чехія              | Килим (i)  | Енн Кеотавонг           | 6–4, 7–6(7–1)      |
| Поразка   | 5.   | 13 квітня 2003    | ITF Дінан, Франція              | Ґрунт (i)  | Ева Бірнерова           | 6–1, 2–6, 3–6      |
| Перемога  | 14.  | 20 квітня 2003    | Open de Біарриц, Франція        | Ґрунт      | Наталія Гуссоні         | 6–0, 6–3           |
| Перемога  | 15.  | 21 вересня 2003   | ITF Бордо, Франція              | Ґрунт      | Анабель Медіна Гаррігес | 6–7(4–7), 6–4, 6–3 |
| Поразка   | 6.   | 6 червня 2004     | ITF Простейов, Чехія            | Ґрунт      | Пен Шуай                | 1–6, 3–6           |
| Поразка   | 7.   | 10 квітня 2005    | ITF Дінан, Франція              | Ґрунт      | Роберта Вінчі           | 5–7, 5–7           |
| Перемога  | 16.  | 12 червня 2005    | Zagreb Ladies Open, Хорватія    | Ґрунт      | Цветана Піронкова       | 4–6, 6–4, 6–3      |
| Перемога  | 17.  | 7 вересня 2008    | ITF Брно, Чехія                 | Ґрунт      | Анастасія Севастова     | 6–4, 3–6, 6–2      |
| Перемога  | 18.  | 28 березня 2009   | ITF Латина, Італія              | Ґрунт      | Анна Коженяк            | 7–5, 6–7(3–7), 6–2 |
| Поразка   | 8.   | 3 травня 2009     | Open de Cagnes-sur-Mer, Франція | Ґрунт      | Марія Елена Камерін     | 1–6, 2–6           |
| Поразка   | 9.   | 24 квітня 2010    | ITF Барі, Італія                | Ґрунт      | Зузана Кучова           | 4–6, 2–6           |
| Перемога  | 19.  | 6 червня 2010     | ITF Брно, Чехія                 | Ґрунт      | Крістіна Кучова         | 6–3, 4–6, 6–2      |
| Поразка   | 10.  | 1 серпня 2010     | ITF Бухарест, Румунія           | Ґрунт      | Єлена Докич             | 6–3, 1–6, 6–7(3–7) |
| Поразка   | 11.  | 12 вересня 2010   | ITF Б'єлла, Італія              | Ґрунт      | Рената Ворачова         | 4–6, 2–6           |
| Перемога  | 20.  | 19 вересня 2010   | ITF Местре, Італія              | Ґрунт      | Луціє Градецька         | 6–3, 6–3           |

### Парний розряд (0–2)
| Результат | Ранг | Дата             | Турнір                  | Покриття  | Партнерка    | Суперниці                         | Рахунок       |
| --------- | ---- | ---------------- | ----------------------- | --------- | ------------ | --------------------------------- | ------------- |
| Поразка   | 1.   | 9 листопада 1998 | ITF Боссонан, Швейцарія | Килим (i) | Дая Беданова | Зузана Гейдова Алена Вашкова      | 4–6, 6–7(5–7) |
| Поразка   | 2.   | 20 лютого 2000   | ITF Печ, Угорщина       | Ґрунт (i) | Кінга Берец  | Петра Рацлавська Бланка Кумбарова | 5–7, 2–6      |